# Passage de l'Yonne
Passage de l'Yonne är en passage i Quartier de Bercy i Paris tolfte arrondissement. Passagen är uppkallad efter Yonne, en biflod till Seine. Passage de l'Yonne börjar vid Rue des Pirogues-de-Bercy 17 och slutar vid Cour Saint-Émilion 8.

## Bilder
| - Cour Saint-Émilion. - Notre-Dame-de-la-Nativité de Bercy. - Parc de Bercy. |

## Omgivningar
- Notre-Dame-de-la-Nativité de Bercy
- Parc de Bercy
- Cour du Ponant
- Cour Saint-Émilion
- Passage Saint-Émilion
- Passage Saint-Vivant
- Rue des Pirogues-de-Bercy

## Kommunikationer
- Tunnelbana – linje  – Cour Saint-Émilion
- Busshållplats Terroirs de France – Paris bussnät

### Webbkällor
- ”Passage de l'Yonne”. Mairie de Paris. https://web.archive.org/web/20160303183236/http://www.v2asp.paris.fr/commun/v2asp/v2/nomenclature_voies/Voieactu/9971.nom.htm. Läst 7 oktober 2023.
- ”Passage de l'Yonne (12ème arrondissement)”. Les rues de Paris. https://web.archive.org/web/20190930220014/http://www.parisrues.com/rues12/paris-12-passage-de-l-yonne.html. Läst 7 oktober 2023.